# Лігула (волость)
Лі́гула (ест. Lihula vald) — волость в Естонії, адміністративна одиниця повіту Ляенемаа.

## Географічні дані
Площа волості — 367,31 км2, чисельність населення на 1 січня 2017 року становила 2217 осіб.

## Населені пункти
Адміністративний центр — місто Лігула (ест. Lihula linn) без статусу муніципалітету.
На території волості розташовані 40 сіл (ест. küla):
Алакюла (Alaküla), Арукюла (Aruküla), Ваґівере (Vagivere), Валусте (Valuste), Ванамийза (Vanamõisa), Вигма (Võhma), Вийґасте (Võigaste), Гялваті (Hälvati), Йиеяере (Jõeääre), Кеему (Keemu), Келу (Kelu), Кірбла (Kirbla), Кірікукюла (Kirikuküla), Клоострі (Kloostri), Куніла (Kunila), Лаулепа (Laulepa), Лаутна (Lautna), Ліустемяе (Liustemäe), Матсалу (Matsalu), Меелва (Meelva), Метскюла (Metsküla), Мийзімаа (Mõisimaa), Нурме (Nurme), Паґазі (Pagasi), Парівере (Parivere), Пеансе (Peanse), Пенійие (Penijõe), Петаалузе (Petaaluse), Поансе (Poanse), Ранну (Rannu), Роотсі (Rootsi), Румба (Rumba), Саастна (Saastna), Сейра (Seira), Селі (Seli), Соовялья (Soovälja), Тугу (Tuhu), Тууді (Tuudi), Улусте (Uluste), Ярізе (Järise).

## Історія
26 вересня 1991 року Лігуласька сільська рада була перетворена на волость.
У 1999 році до волості Лігула було приєднане місто Лігула, утворивши єдиний орган місцевого самоврядування.
20 січня 2014 були відновлені статуси 15 колишніх сіл: Нурме, Пеансе, Соовялья, Лаулепа, Кеему, Ліустемяе, Вийґасте, Ранну, Селі, Ванамийза, Роотсі, Арукюла, Мийзімаа, Улусте, Йиеяере.